# Abu Abdallah al-Qa'im
Abu Abdallah Muhammad al-Mahdi al-Qa'im bi-Amrillah (arabisch أبو عبد الله محمد المهدي القائم بأمر الله, DMG Abū ʿAbd Allāh Muḥammad al-Mahdī al-Qāʾim bi-Amri 'llāh; † 1517) war Scheich der Saadier in Marokko von 1505 bis 1517.
Auch wenn den Ouattasiden nach 1465 der Sturz der Meriniden gelang, konnten sie trotz formaler Anerkennung im ganzen Land nie eine starke Herrschaft errichten. Diese Schwäche der Ouattasiden wurde von Portugal ausgenutzt, um alle Atlantikhäfen Marokkos zu besetzen und seinen Einfluss auf das Landesinnere auszudehnen. Ein von den Ouattasiden im Jahr 1471 mit Portugal abgeschlossener Waffenstillstand wurde von weiten Bevölkerungskreisen abgelehnt.
In dieser Situation begann Scheich Abu Abdallah al-Qa'im (1505–1517) den Widerstand gegen die Portugiesen zu organisieren. Als Scherif und Führer der Banu Saad gelang ihm ab 1510 die Vereinigung der muslimischen Bruderschaften und Marabouts in Südmarokko. Zentrum seiner Herrschaft wurde Taroudannt östlich von Agadir. Um die wirtschaftlichen Voraussetzungen für den Kampf gegen die Portugiesen zu schaffen, errichtete Abu Abdallah al-Qaim eine zentrale Verwaltung und förderte den Handel mit Europa durch den Anbau von Zuckerrohr sowie den Transsaharahandel. Damit schuf er die Grundlage für den Aufstieg der Saadier zur herrschenden Dynastie unter seinen Söhnen Ahmed al-Araj und Mohammed ech-Cheikh.